# Alex Sipiagin
Alex 'Sasha' Sipiagin (Jaroslavl, 11 juni 1967) is een Russisch-Amerikaanse jazztrompettist en -bugelist. Hij heeft zo'n zestien  albums als leider op zijn naam staan (2017), die vrijwel allemaal zijn uitgekomen op het platenlabel Criss Cross Jazz.

## Biografie
Sipiagin speelde toen hij twaalf was in een kinderorkest. Hij studeerde aan Gnessin Staatsacademie voor Muziek. In 1990 speelde hij met een studentenjazzband op het Corpus Christi Jazz Festival in Texas.
In 1991 verhuisde  hij naar de Verenigde Staten, waar hij optrad met de Gil Evans Band en lid was van het Zebra Coast Orchestra van Gil Goldstein (1993) en van de George Gruntz Concert Jazz Band (1994). Hij trad op met de groep van drummer Bob Moses en werd muzikant in de Mingus Big Band, Mingus Dynasty en het Mingus Orchestra. Sinds 2000 speelt hij tevens in de bigband van Dave Holland. In 2003 nam hij op met de groep van Michael Brecker. Als sideman trad hij op met onder andere Eric Clapton, Dr. John, Aaron Neville en Elvis Costello, Michael Franks, Regina Litvinova en David Sanborn.
Sipiagin is een van de oprichters van Opus 5, een groep met Seamus Blake, David Kikoski, Boris Kozlov en Donald Edwards.

## Discografie

### Als leader
- Images (TCB, 1998)
- Hindsight (Criss Cross , 2001)
- Steppin' Zone (Criss Cross, 2001)
- Mirrors (Criss Cross, 2003)
- Equilibrium (Criss Cross, 2003)
- Live at Bird's Eye (ArtistShare, 2004)
- Returning (Criss Cross, 2005)
- Prints (Criss Cross, 2007)
- Out of the Circle (Sunnyside, 2008)
- Mirages (Criss Cross, 2009)
- Generationshttps://cdncache-a.akamaihd.net/items/it/img/arrow-10x10.png[dode link]- Dedicated to Woody Shaw (Criss Cross, 2010)
- Destinations Unknown (Criss Cross, 2011)
- Overlooking Moments (Criss Cross, 2013)
- Live at Smalls (Smalls Jazz, 2013)
- From Reality and Back (5 Passion, 2013)
- Balance 38-58 (Criss Cross, 2015)

### Met Opus 5
- Introducing Opus 5 (Criss Cross, 2011)
- Pentasonic (Criss Cross, 2012)
- Progression (Criss Cross, 2014)
- Tickle (Criss Cross, 2015)

### Als 'sideman'
- Mingus Big Band Live In Time (1996) Disques Dreyfus
- James Moody Young at Heart (1996) Warner Bros.
- Igor Butman Nostalgie (1997) Prestige (Russia)
- Mingus Big Band Que Viva Mingus! (1997) Disques Dreyfus
- Barbara Dennerlein Outhipped (1999) Verve
- Conrad Herwig Unseen Universe (2000) Criss Cross
- Kengo Nakamura Say Hello To Say Goodbye (2002) Verve
- Michael Brecker Wide Angles (2003) Verve
- Riccardo Fassi Double Plunge (2005) yvp music
- Dave Holland Overtime (2005) Dare2
- Regina Litvinova Extreme Trio Grizzlies (2005) JAZZ'n'ARTS
- David Sanborn Closer (2005) Verve
- Doug Beavers Two Shades of Nude (2007) Origin
- Dmitri Kolesnik Five Corners (2007) Challenge
- Monday Michiru My Ever Changing Moods (2007) LDC
- Dave Holland Pass It On (2008) EmArcy
- George Gruntz Concert Jazz Band Pourquoi Pas? Why Not? (2009) TCB
- Donny McCaslin Declaration (2009) Sunnyside
- André Charlier and Benoît Sourisse Imaginarium (2010) Gemini
- Dave Holland Pathways (2010) Dare2
- Brandon Wright Boiling Point (2010) Posi-Tone
- Michael Franks Time Together (2011) Shanachie
- Paolo Recchia Ari's Desire (2011) Via Veneto Jazz
- Jurgen Hagenlocher Leap in the Dark (2012) Intuition
- Monday Michiru Soulception (2012) Adventure Music
- Conrad Herwig The Latin Side of Joe Henderson (2014) Half Note
- Misha Tsiganov The Artistry of the Standard (2014) Criss Cross
- Gabriel Vicéns Days (2015) Inner Circle Music
- Misha Tsiganov Spring Feelings (2016) Criss Cross

- Bibliothèque nationale de France: cb14227749f (data)
- Gemeinsame Normdatei: 135426251
- International Standard Name Identifier: 0000 0003 5412 3682
- Library of Congress Control Number: no2005001783
- MusicBrainz: 4a159e06-bb09-4938-92a8-879772022320
- Nederlandse Thesaurus van Auteursnamen: 314178562
- Système universitaire de documentation: 154465186
- Virtual International Authority File: 14984645
- WorldCat: E39PBJrGqMhvw8HvvRWPD6bfMP